# San Lorenzo de Atzqueltán
San Lorenzo de Atzqueltán är en ort i Mexiko.   Den ligger i kommunen Villa Guerrero och delstaten Jalisco, i den centrala delen av landet, 600 km nordväst om huvudstaden Mexico City. San Lorenzo de Atzqueltán ligger 1 046 meter över havet och antalet invånare är 352.
Terrängen runt San Lorenzo de Atzqueltán är kuperad åt nordost, men åt sydväst är den bergig. San Lorenzo de Atzqueltán ligger nere i en dal. Runt San Lorenzo de Atzqueltán är det mycket glesbefolkat, med 7 invånare per kvadratkilometer. Närmaste större samhälle är Villa Guerrero, 15,8 km öster om San Lorenzo de Atzqueltán. I omgivningarna runt San Lorenzo de Atzqueltán växer huvudsakligen savannskog.